# Lycocorax
Genre
Lycocorax est un genre d'oiseaux de la famille des Paradisaeidae.

## Liste des espèces
Selon la classification de référence du Congrès ornithologique international (14.2, 2024) il comporte deux espèces :
- Lycocorax pyrrhopterus (Bonaparte, 1850) — Paradisier corvin
- Lycocorax obiensis Bernstein, 1865 — Paradisier d'Obi